# Budova Magistrátu města Ústí nad Labem
Budova Magistrátu města Ústí nad Labem se nachází na Lidickém náměstí, v centru města Ústí nad Labem. Původně byla určena pro krajský národní výbor Severočeského kraje. Skládá se historicky a slohově ze dvou částí. První část orientovaná do Lidického náměstí byla postavena v letech 1956–1961 dle návrhu architektů Jana Gabriela, Jiřího Fojta a Jiřího Nenadála v bruselském stylu. Mladší část vyprojektoval v roce 1985 architekt Rudolf Bergr a byla přistavěna z druhé strany od Mírového náměstí. Vznikl tak blok budov, kde vedle Magistrátu města Ústí nad Labem sídlí i městská a státní policie, úřad práce, Státní fond životního prostředí a další instituce.

## Popis
Magistrátní komplex se nachází v samotném středu města. Je lemován ulicemi Dlouhá na severu, Velká Hradební na západě, Zámečnická na jihu a Mírové náměstí na východě. Byť se jedná o dva objekty z různých dob, plynule na sebe navazují a vytváří uprostřed volné prostranství, které je přístupné jak z východu tak ze západu díky volným průchodům pod oběma částmi budov. Toto prostranství je zahradnicky upraveno a vedle zeleně se zde nachází i fontány a sousoší Rodina od Ivana Záleského z roku 1987.
Magistrát zároveň vhodně doplňuje celé náměstí, které je z druhé strany uzavřeno barokní budovou divadla. Strana u divadla je však výrazně užší, než ta, kde stojí magistrát. Design fasády ladí i s okolními objekty. Kabřincový obklad navazuje na tmavší kabřincový obklad domu Riunione, který byl vestavěn ve 20. letech 20. století; kruhová okna můžeme nalézt i na budově Krajského ředitelství policie, Lidické náměstí 9, od architekta Josefa Lišky z roku 1963.

#### Starší budova

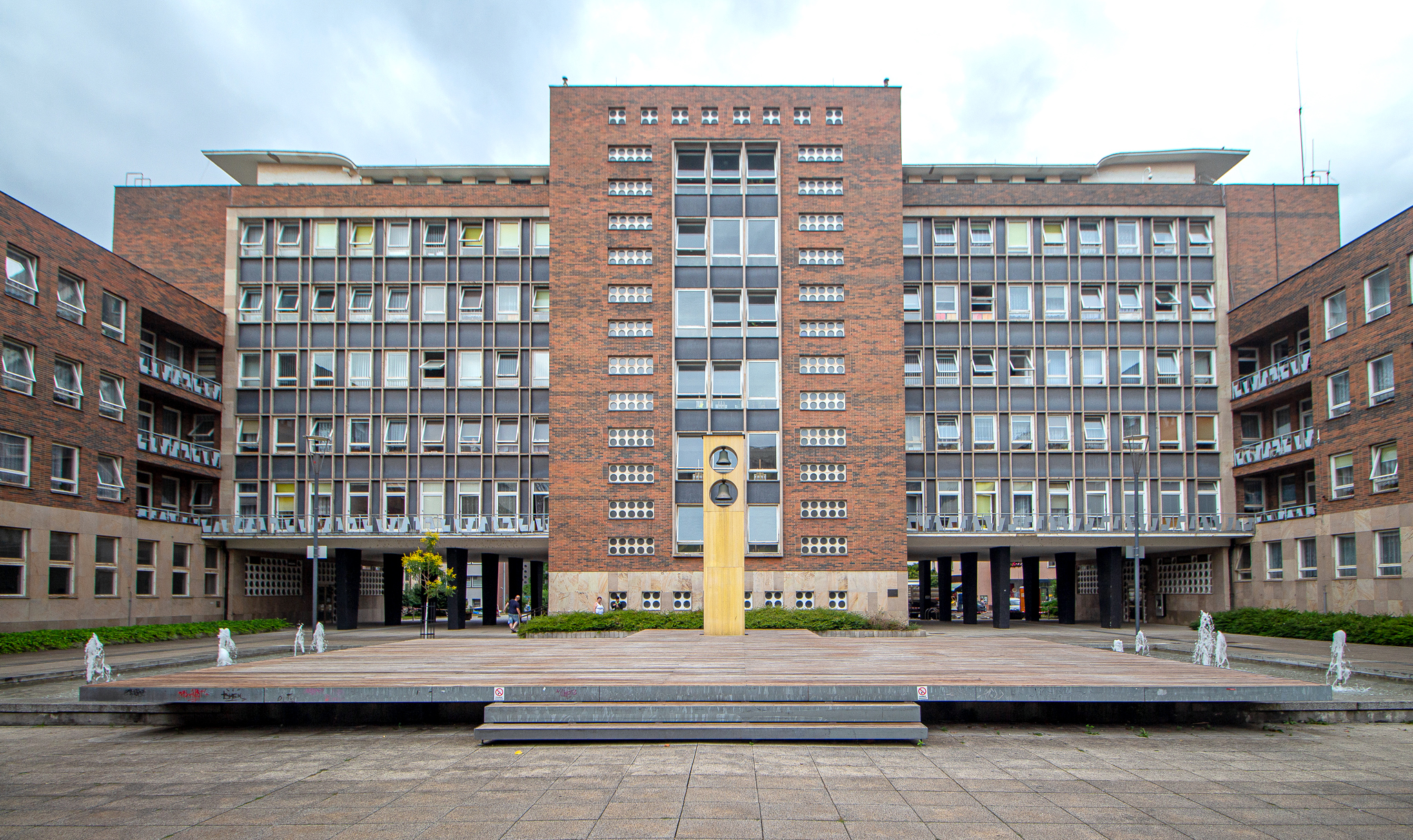
Starší budova magistrátu

Budova má půdorys nepravidelného písmene H, je orientována zhruba východ-západ. Jedna část směřuje na Lidické náměstí, druhá na nádvoří, které bylo v roce 1985 uzavřeno přístavbou podle návrhu architekta Rudolfa Bergra.
Hlavní část orientovaná severojižně je šestipatrová, kolmé části na obou stranách jsou třípatrové a část vystupující do náměstí uprostřed zasahující téměř přes tři patra obsahuje sál. Centrální průčelí je vyneseno na železobetonové nohy natřené tmavě šedou barvou. Je tak možné po obou stranách procházet pod budovou z náměstí do vnitrobloku. Nad oběma částmi je po celé délce prvního patra stříška, která je zakončena kovovým zábradlím světle modré barvy. To je tvořeno plochami plechu připomínající písmena A a V. V centrální části je na nohách pouze sál, zadní část budovy sedí na zemi a je zde široký vstup do budovy. V přízemí jsou čtvercové bloky oken zakryty bílým materiálem s malými kruhovými okny. Ta jsou k nalezení i v jižní části třípatrové části objektu až do výšky střechy.
Hlavní část fasády je rozčleněna polem obdélníkových oken v jednotlivých patrech a členění je ještě zdůrazněno sítí úzkých na světlých říms, prázdná pole mezi okny jsou šedomodré barvy. Zbytek je pokryt kabřincovou obkladačkou různých odstínů od cihlově červené až po tmavě hnědou. Ty jsou po stranách prolomeny obdélnými okny. Prostor sálu je pojat v podobném duchu jako centrální část budovy, s tím rozdílem, že hlavní části jsou světlé barvy pokryté pískovcem. V pohledu z vnitrobloku je členění podobné, pouze centrální část se schodištěm je vystouplá a stejně vysoká jako centrální budova. Je pokrytá kabřincem, centrální sloupec tří oken na patro je doplněn obdélnými bílými plochami kruhových oken. V rohu třípatrových budov jsou pak v každém patře terasy s již výše zmíněným zábradlím.
Objekt je podsklepen, střechy jsou ploché. V průčelí rohy šestého patra a jednacího sálu připomínají křídla ptáka.

#### Mladší budova

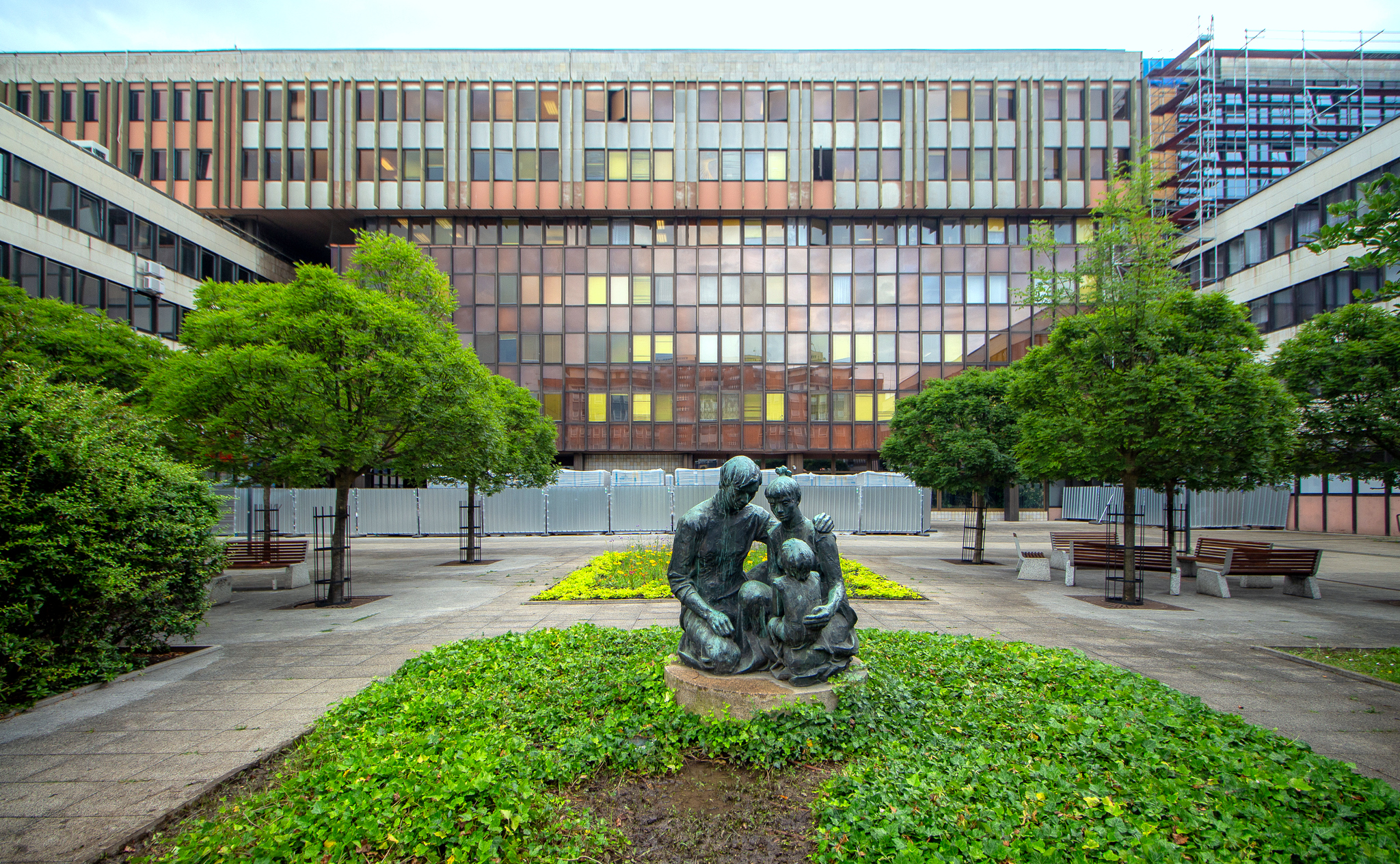
Socha Rodina Ivana Záleského z roku 1987 a nová budova magistrátu

Mladší část magistrátu navazuje svými křídly na starší část a vytváří tak uprostřed magistrátního komplexu volné prostranství. Tím, že je část proti staré budově delší, je na severu pětkrát uskočena směrem na jih. Výškově starou budovu nepřevyšuje. Křídla jsou stejně vysoká o třech patrech, kolmé křídlo je zvýšené o dvě patra stejně jako v případě staré budovy.

## Historie
Původně se v těchto místech nacházela stará zástavba. Ta však byla během bombardování v roce 1945 poničena a následně po válce demolována. Již v roce 1947 přišel návrh jak volnou plochu vyplnit. Jejím autorem byl architekt Josef Hrubý. Následoval návrh Václava Hilského z roku 1949, až se v roce 1956 přistoupilo k realizaci návrhu architektů Jana Gabriela, Jiřího Fojta a Jiřího Nenadála. Ti se pravděpodobně inspirovali předchozími návrhy. Objekt určený pro Krajský národní výbor získal dva roky po své dostavbě památkovou ochranu. V roce 1965 byl na fasádě zasedacího sálu umístěn kovový reliéf Alegorie na chemický průmysl Evy Kmentové a Olbrama Zoubka, který byl ale v roce 1993 sňat a uložen v městském muzeu.

## Galerie

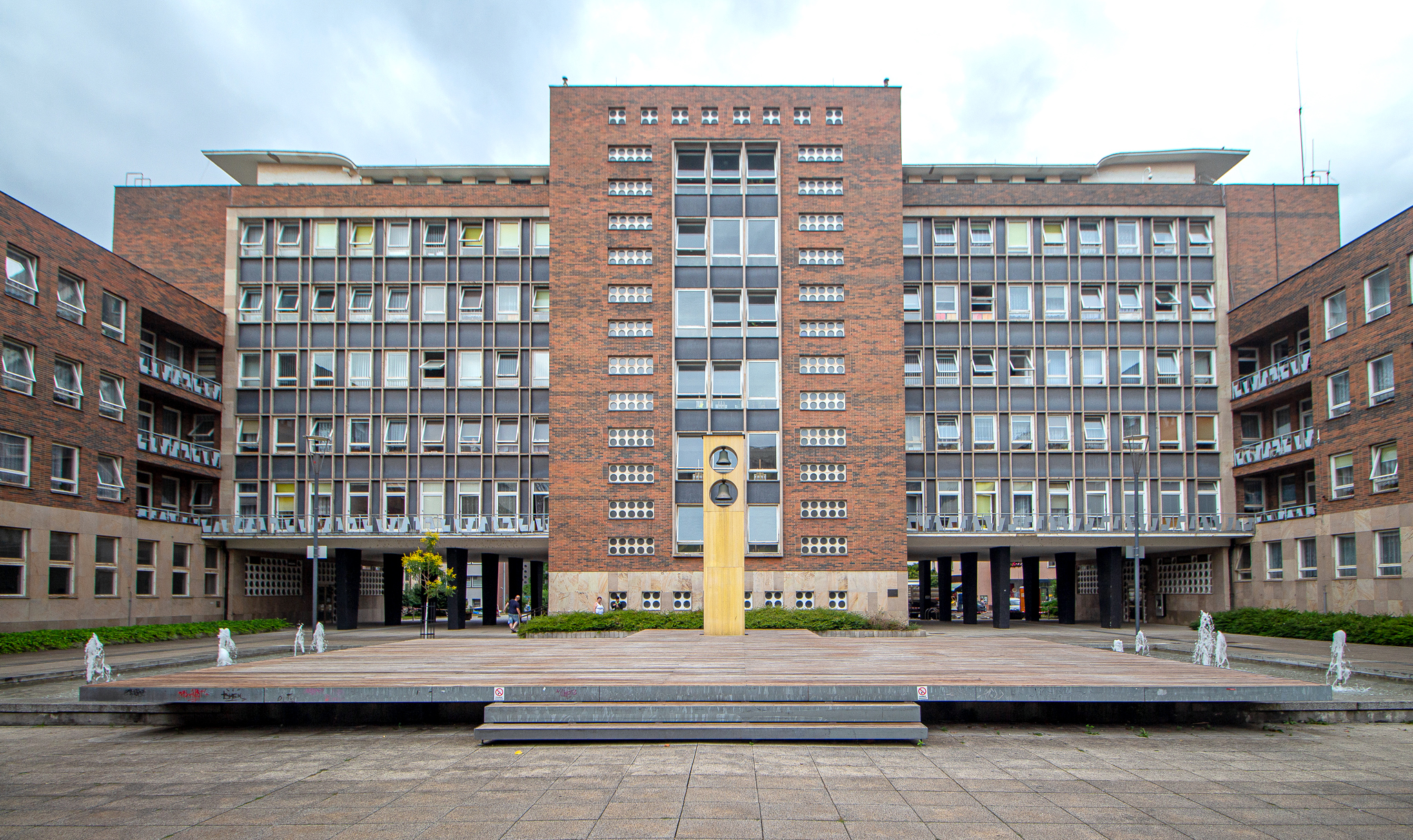
Zadní část objektu z vnitrobloku
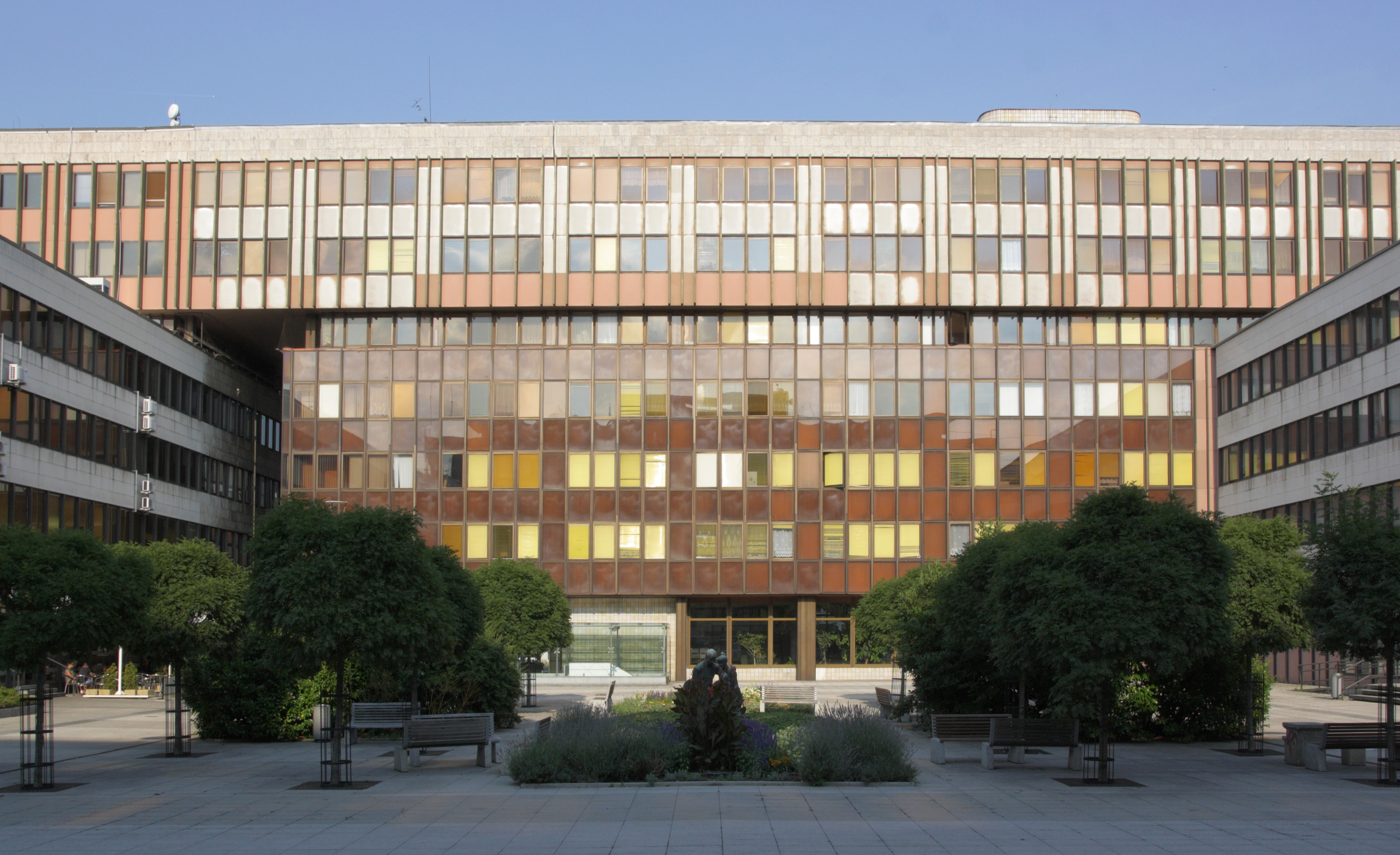
Obrácený pohled k budově Rudolfa Bergra z roku 1985
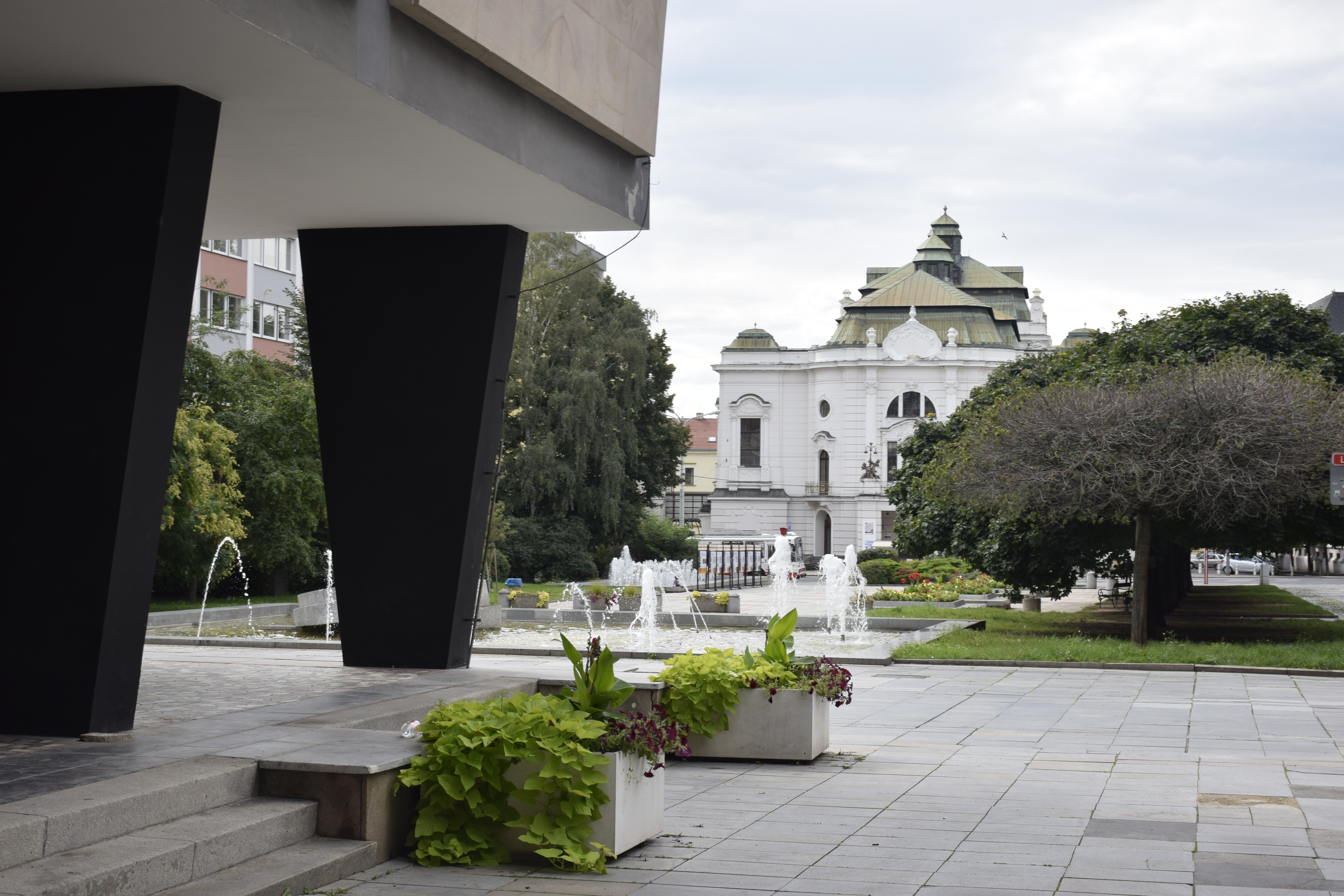
Barokní divadlo. Vlevo vystupuje na nohách objekt sálu
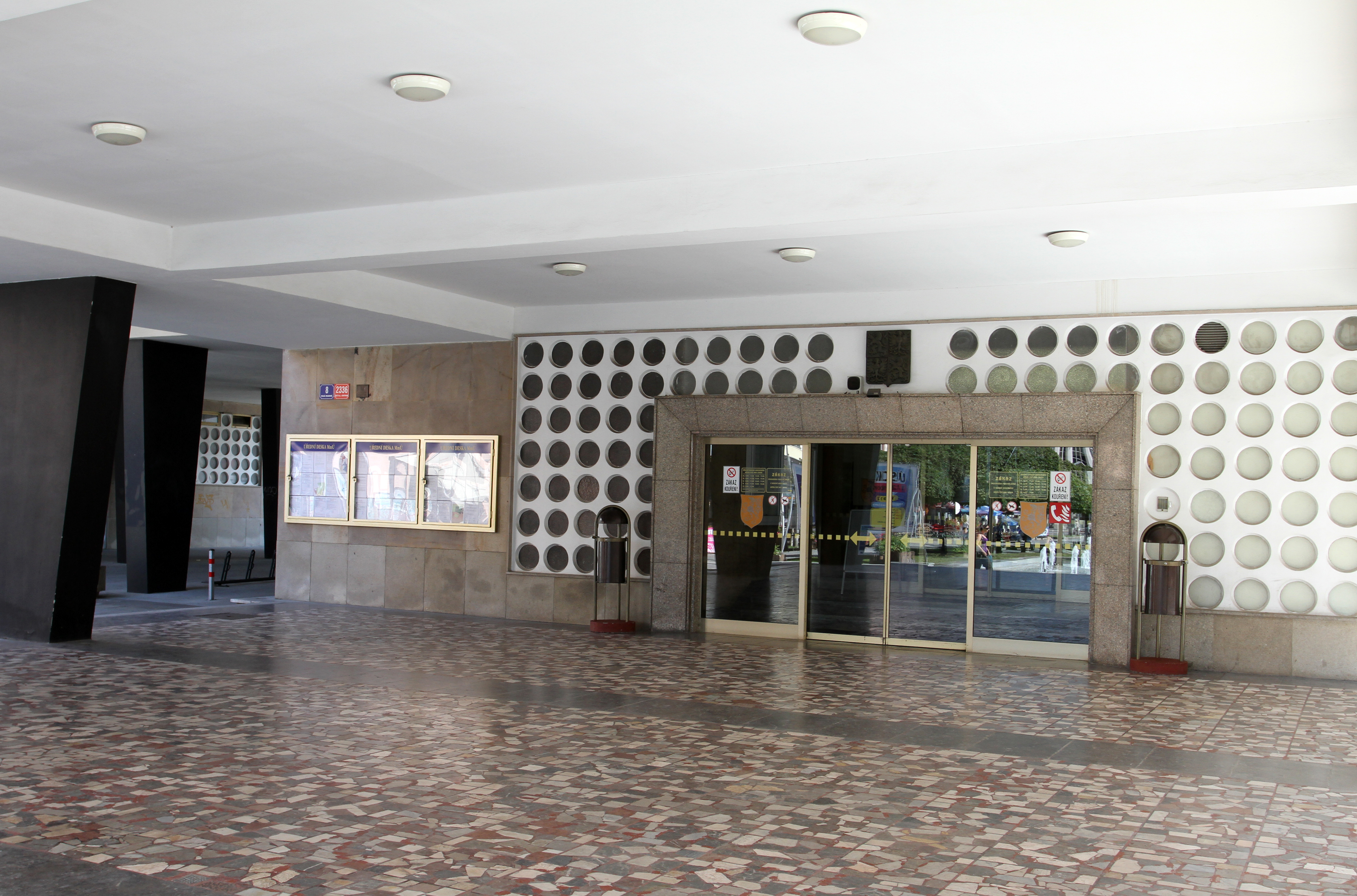
Vstup do objektu pod plochou sálu
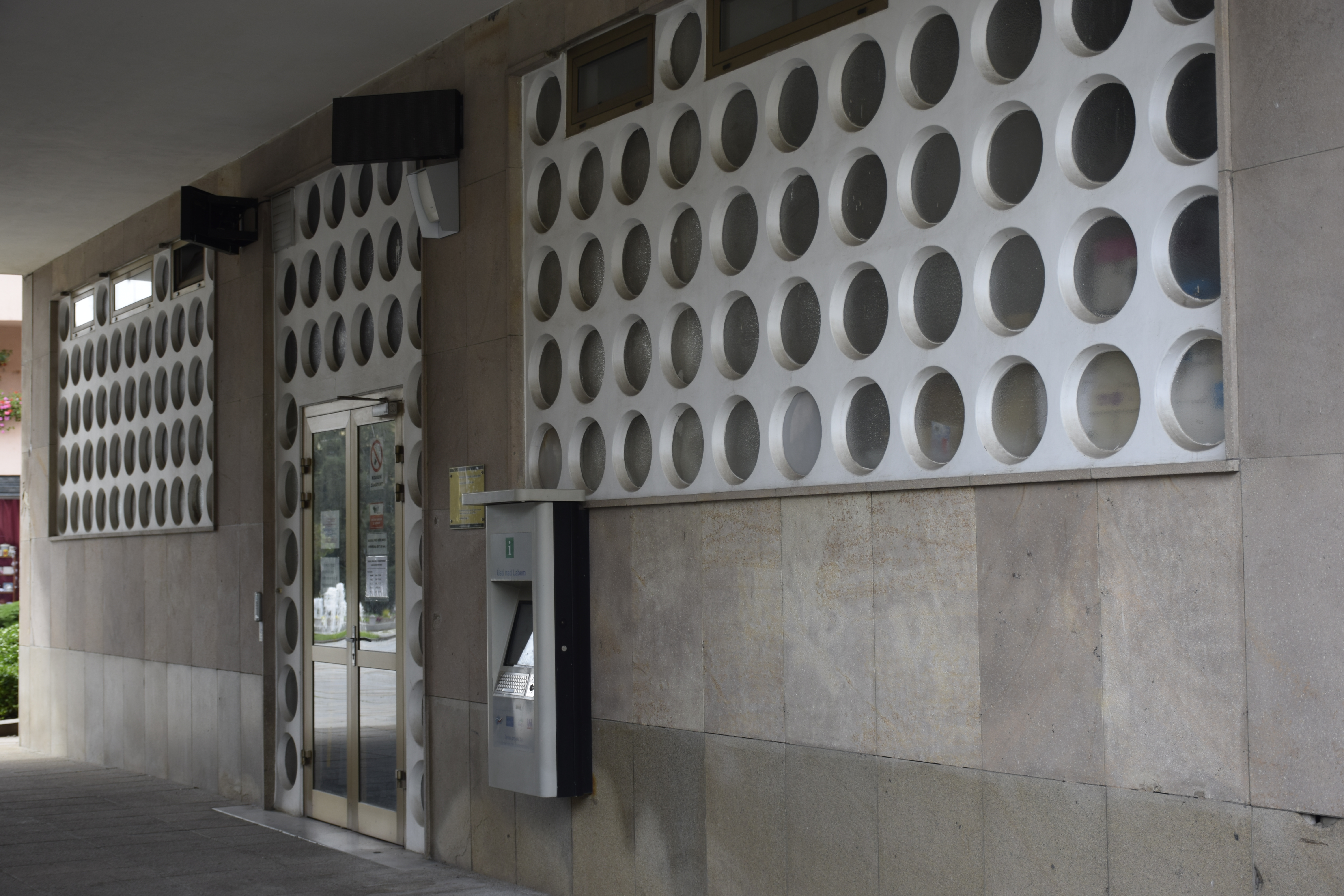
Detail obdélných ploch s kruhovými okny
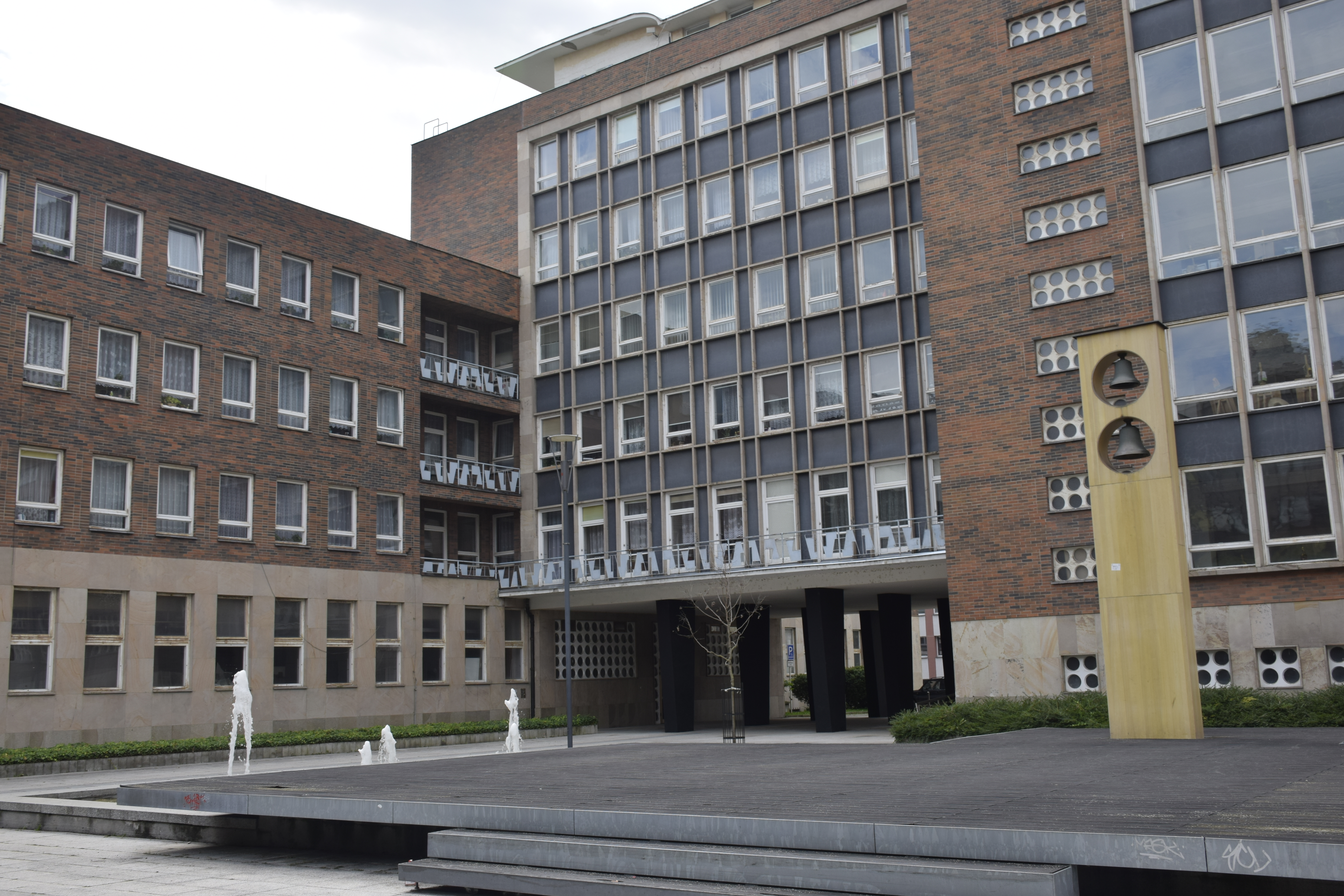
Pohled na zadní část s terasami
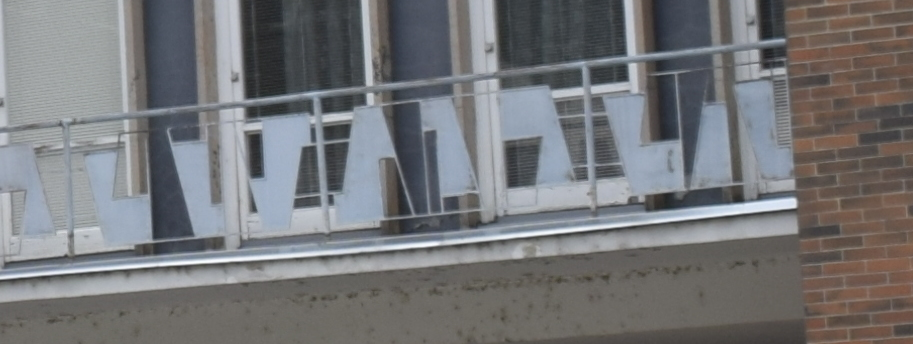
Detail zábradlí
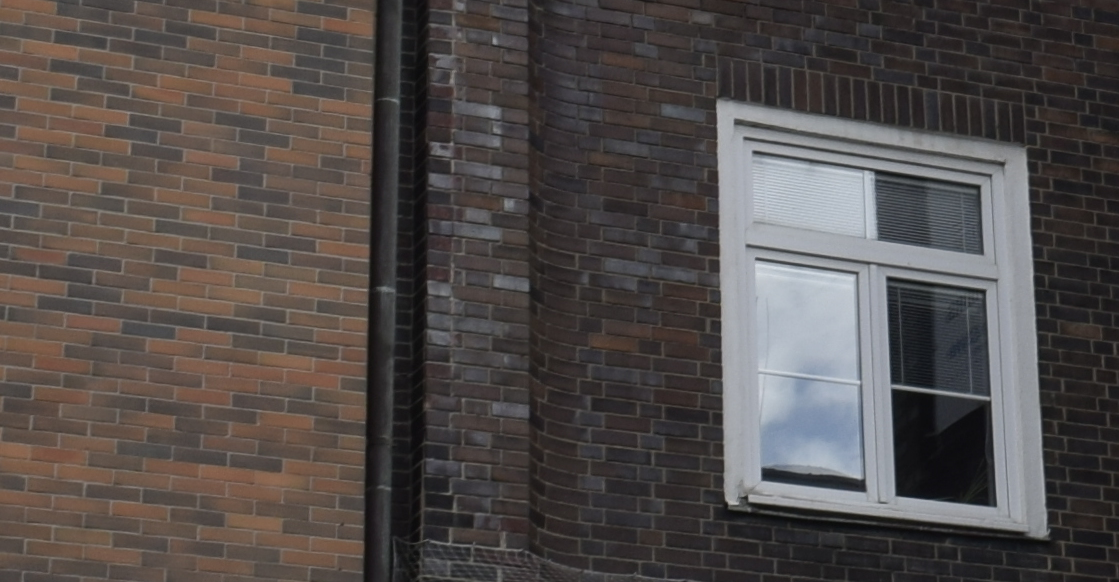
Detail kabřincového obkladu (vlevo), vpravo starší prvorepublikový dům Riunione obložený tmavší kabřincovou obkladačkou